# Gladiolus mirus
Gladiolus mirus là một loài thực vật có hoa trong họ Diên vĩ. Loài này được Vaupel miêu tả khoa học đầu tiên năm 1912.